# Alfons von Bayern

Alfons von Bayern

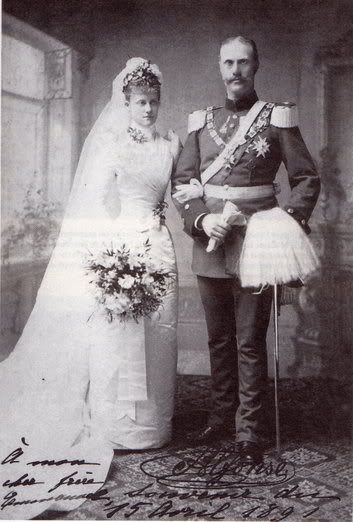
Hochzeitsfoto

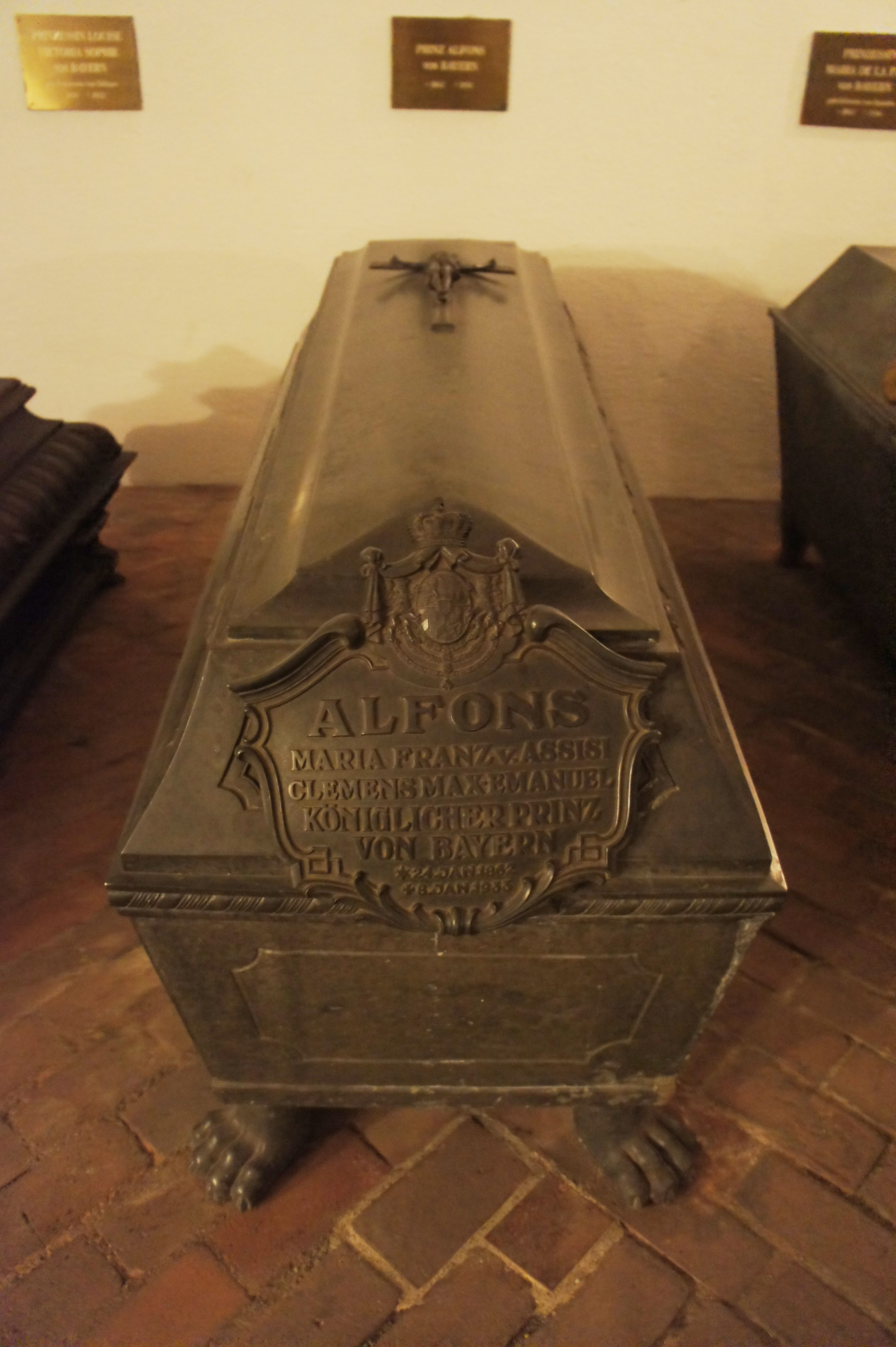
Sarkophag von Alfons von Bayern in der Wittelsbachergruft von St. Michael in München

Alfons Maria Franz Clemens Maximilian von Bayern (* 24. Januar 1862 in München; † 8. Januar 1933 ebenda) war ein königlicher Prinz und General der Kavallerie.

## Leben

### Herkunft
Alfons entstammte dem Adelsgeschlecht der Wittelsbacher. Er war der Sohn des Prinzen Adalbert von Bayern und dessen Gemahlin Infantin Amalia del Pilar von Spanien und ein Enkel König Ludwigs I.

### Militärkarriere
Nach dem Besuch eines Humanistischen Gymnasiums und der Universität trat er 1880 als Sekondeleutnant in das 1. Infanterie-Regiment „König“ der Bayerischen Armee ein. Im Jahr darauf folgte seine Kommandierung zum 3. Feldartillerie-Regiment „Königin Mutter“ und 1882 wurde er in das 1. Schwere-Reiter-Regiment „Prinz Karl von Bayern“ versetzt. 1884 zum Rittmeister befördert, diente Alfons ab 1886 als Eskadronchef und nahm 1888/89 und 1891/92 an den Lehrveranstaltungen der Kriegsakademie (Übungsreise, Kriegsgeschichte) teil. Noch als Major wurde er am 15. Juli 1892 zum Regimentskommandeur ernannt. In dieser Stellung stieg er weiter auf und übernahm schließlich als Generalmajor 1899 das Kommando über die 1. Kavallerie-Brigade. 1901 zum Generalleutnant befördert, wurde Alfons von seinem Kommando enthoben. 1905 folgte noch seine Beförderung zum General der Kavallerie.
Er war Chef des in Hofgeismar stationierten Dragoner-Regiments „Freiherr von Manteuffel“ (Rheinisches) Nr. 5.
Alfons liegt in der Michaelskirche zu München begraben.

### Familie
Alfons hatte erst um die Hand von Louise Victoires Cousine Marie Valerie von Österreich angehalten. Doch das erste Treffen war derart langweilig, dass es zu keiner Hochzeit kam. 
Am 15. April 1891 heiratete Alfons auf Schloss Nymphenburg Louise Victoire d’Orléans, die Tochter von Ferdinand d’Orléans und Sophie Charlotte Herzogin in Bayern. Aus der Ehe gingen folgende Kinder hervor:
- Joseph Clemens (1902–1990), Kunsthistoriker
- Elisabeth Maria  (1913–2005) ⚭ 1939: Franz Josef von Kageneck (1915–1941)| ⚭ 1944 (o|o 1953): Ernst Küstner (* 1920)